# 125 pr. n. št.

## Smrti
- Demetrij II. Nikator, vladar Selevkidskega cesarstva (* okoli 160 pr. n. št.)